# Porta Pertusa

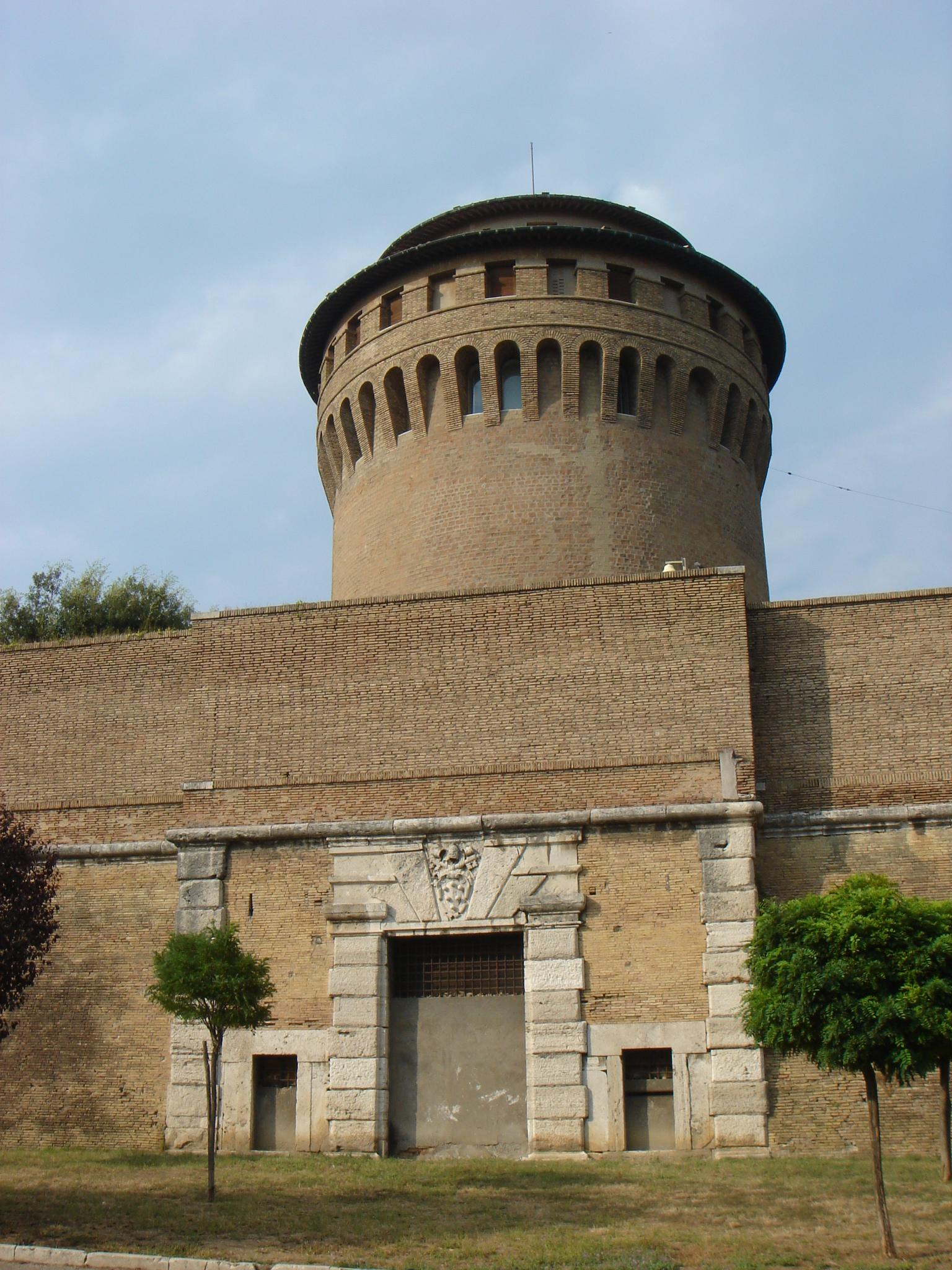
Porta Pertusa com a Torre de S. Giovanni ao fundo

A Porta Pertusa é uma das portas do Muro Leonino de Roma, Itália.
É constituído por três aberturas: dois acessos secundários de ambos os lados do portão principal, rodeados por uma majestosa saliência. Hoje está murada e ergue-se na Viale Vaticano, perto da rua do mesmo nome; é dominada pela torre de San Giovanni (restaurada pelo Papa João XXIII, que nela residiu durante os últimos anos de seu papado), que é o bastião sudoeste da antiga Muralha Leonina.
A idade da sua construção é bastante controversa (a mesma que Porta Cavalleggeri). Provavelmente remonta ao regresso dos Papas do Papado de Avinhão, ou seja, no final do século XIV, quando os pontífices, regressando a Roma de Avinhão com uma grande comitiva, fixaram definitivamente a sua residência no Vaticano (deixando assim residência anterior no Latrão ) e os três portões da Muralha Leonina.
O portão foi provavelmente fechado e reaberto várias vezes: apenas uma dessas circunstâncias é conhecida, pois um documento de 1655 relata que foi aberto durante a visita da Rainha Cristina da Suécia.